# 滇中龍屬
滇中龍屬（學名：Dianchungosaurus）是鱷形超目中真鱷類中已滅絕的一屬，生存於侏儸紀早期的中國。牠原先被認為是屬於恐龍，但於2005年被保羅·巴雷特（Paul Barrett）與徐星重新分類為中真鱷類。
牠們可能與Tianchungosaurus是同一種動物。模式種是祿豐滇中龍。

## 化石材料
滇中龍目前已被發現兩個標本：
- IVPP V4735a：正模式標本，一個前上頜骨。
- IVPP V4735b：副模式標本，齒骨的左右部分，附有牙齒。

兩個標本都是在中國雲南省下祿豐組所發現，年代為早侏儸紀錫內穆階。

## 分類系統
滇中龍最初在1982年被楊鍾健分類於畸齒龍科，但有些人懷疑牠們的分類傾向，並認為滇中龍是個疑名；但滇中龍還是通常被認為是畸齒龍科的一個有效屬，直到最近。在2005年，巴雷特與徐星發現滇中龍是不同動物的嵌合體。正模式標本被重新分類於中真鱷類，而副模式標本則被分類於原蜥腳下目，但不確定為何屬。
為了維持科學文獻的一致性，模式標本依舊名為祿豐滇中龍，而副模式標本仍等待者正式的敘述。

## 外部連結
- 恐龍博物館——滇中龍
- Dianchungosaurus （页面存档备份，存于） in the Paleobiology Database